# Масимо Ђироти
Масимо Ђироти (итал. Massimo Girotti; Мољано, 18. мај 1918 — 5. јануар 2003) је био један од најпопуларнијих филмских уметника у послератној италијанској кинематографији. Заправо у филмску индустрију упустио се још давне 1939. године, али је тек од 1943. почео да добија озбиљније улоге. 60их и 70их година је почео да добија споредне роле и глумио је у мање популарним филмовима.